# Tablettensprengmittel
Tablettensprengmittel werden verwendet, damit Tabletten schnell im Wasser, Speichel oder im Magensaft zerfallen. Damit erreicht man, dass die Wirkstoffe bereits im oberen Teil des Verdauungstraktes frei werden, der Wirkstoff schnell freigesetzt und damit aufgenommen wird oder dass die Tabletten angenehmer eingenommen werden können (z. B. Brausetabletten).
Tablettensprengmittel werden bei Medikamenten, Brausetabletten zur Getränkezubereitung, aber auch zu technischen Zwecken, wie in Waschmitteltabletten für die Waschmaschine, eingesetzt.
Das Tablettensprengmittel kann neben der Sprengwirkung auch andere Zwecke erfüllen, wie die Anreicherung eines Getränkes mit Kohlensäure, als geschmacksbestimmender Bestandteil (z. B. Zitronensäure) oder das Verdicken einer Flüssigkeit.
Man unterscheidet
- Substanzen, die durch Wasseraufnahme quellen (Stärke, Cellulose-Derivate,  Alginate, Polysaccharide, Dextrane, quervernetztes Polyvinylpyrrolidon)
- Substanzen, die durch eine chemische Reaktion mit Wasser Gas entwickeln (Natriumhydrogencarbonat, Zitronen- und Weinsäure).
- Substanzen, die als Hydrophilierungsmittel die Benetzung der Partikel verbessern und damit ihre Auflösung im Wasser vermitteln (z. B. Polyethylenglycolsorbitanfettsäureester).